# Xylosma crenata
Xylosma crenata là một loài thực vật có hoa trong họ Liễu. Loài này được (H. St. John) H. St. John miêu tả khoa học đầu tiên năm 1976.